# MERS
MERS ili Bliskoistočni respiratorni sindrom (en: Middle East Respiratory Syndrome; sa: متلازمة الشرق الأوسط التنفسية), također poznat kao kamilska gripa (eng: Camel Flu; sa: انفلونزا الهجن), je virusna respiratorna infekcija uzrokovana MERS-koronavirusom (MERS-CoV). Simptomi se mogu kretati u rasponu od blagih, do teških. Tipični simptomi uključuju vrućicu, kašalj, proljev i kratkoću daha. Bolest je obično teža u osoba s drugim zdravstvenim problemima.
Od 2020. nema određenog cjepiva ili liječenja bolesti, međutim, jedan se broj razvija. Svjetska zdravstvena organizacija (WHO) preporučuje da oni koji dođu u kontakt s devama operu ruke i ne diraju bolesne deve. Također preporučuju da se prehrambeni proizvodi na bazi deva primjereno kuhaju. Mogu se koristiti tretmani koji pomažu kod simptoma i podržavaju rad tijela.
Prvi identificirani slučaj dogodio se 2012. godine u Saudijskoj Arabiji, a većina slučajeva dogodila se na Arapskom poluotoku. Od siječnja 2020. prijavljeno je oko 2500 slučajeva. Oko 35% onih kojima je dijagnosticirana bolest umiru od nje. Veće epidemije dogodile su se u Južnoj Koreji 2015. godine i u Saudijskoj Arabiji 2018. godine.

## Znaci i simptomi
Rana izvješća uspoređivala su viruse s teškim akutnim respiratornim sindromom (SARS), a spominjala se i kao virus SARS-a Saudijske Arabije. Prva osoba je u lipnju 2012. imala groznicu, kašalj, iskašljavanje i kratkoću daha. Jedan pregled od 47 laboratorijski potvrđenih slučajeva u Saudijskoj Arabiji dao je najčešće simptome kao groznica u 98%, kašalj u 83%, kratkoća daha kod 72% i mijalgija kod 32% ljudi. Česti su i gastrointestinalni simptomi s proljevom u 26%, povraćanjem u 21%, bolovima u trbuhu kod 17% ljudi. 72% ljudi zahtijevalo je mehaničku ventilaciju. Bilo je i 3,3 mužjaka za svaku ženku. Jedna studija izbijanja MERS-a u bolnici procijenjena je inkubacijskim vremenom od 5,5 dana (95-postotni interval pouzdanosti od 1,9 do 14,7 dana). MERS može biti u rasponu od asimptomatske bolesti do teške upale pluća koja vodi do akutnog respiratornog distres sindroma (ARDS). Zabilježeni su i zatajenje bubrega, diseminirana intravaskularna koagulacija (DIC) i perikarditis.